# 綿愷
惇恪親王綿愷（めんかい、乾隆60年6月22日（1795年8月6日） - 道光12年12月29日（1838年1月18日））は、清の嘉慶帝の第三子であり、鑲白旗に属していた。諡号は「恪」。母は孝和睿皇后。同母弟に綿忻、同母姉が一人いたが、夭折した。

## 生涯
嘉慶18年（1813年）、林清の乱が勃発した際、綿愷は異母兄綿寧（後の道光帝）と共に蒼震門で賊を討伐し、その功績を称えられた。
嘉慶24年（1819年）、郡王に封じられる。
道光元年（1821年）、親王に昇進。
道光3年（1823年）正月、内廷行走（宮廷内での役務）を命じられる。しかし、福晋（夫人）が轎に乗ったまま神武門を通過し、そのまま宮中にとどまったため、罰として王俸5年分を没収される。その後、皇帝が皇太后を連れて綿愷の邸宅を訪れたことで、再び内廷行走を命じられるが、罰は軽減され王俸3年分の没収に減刑された。
道光7年（1827年）、宦官の張明と私的に往来した罪、さらに宦官の苑長青を匿った罪で、郡王に降格される。
道光8年（1828年）10月、蒼震門での討伐の功績が改めて評価され、再び親王の位に復帰するも、皇帝から行動を慎むよう諭される。
道光13年（1833年）5月、皇后の喪儀について議論する際、「百姓如喪考妣，四海遏密八音（庶民が父母を亡くしたかのように悲しみ、天下の音楽がすべて止むべし）」という表現を使ったが、不適切であるとして、内廷から追放され、王俸10年分を没収された。
道光18年（1838年）5月、ある民婦穆氏が、「夫の穆斉賢が綿愷によって幽閉されている」と訴えたため、定郡王載銓に調査が命じられる。その結果、再び郡王に降格され、すべての職務を罷免された。
道光18年（1838年）12月、薨去。親王の位を追復される。皇帝自ら弔問に訪れ、諡号を『恪』と賜る。息子の奕纘は既に早世していたため、道光26年（1846年）、道光帝の第五皇子・奕誴を綿愷の養子とし、郡王の爵位を継承させた。

## 家族

### 妻妾
- 嫡福晋：鈕祜禄（ニオフル）氏 - 満洲鑲黄旗出身で、兵部尚書・福慶の長女。誕生日は2月14日。規定により銀50両を下賜される。嘉慶19年（1814年）正月2日、嫡福晋のもとには家下女子（女官）8人がおり、それぞれ毎月銀5銭が支給されていた。道光3年（1823年）正月6日、大学士で刑部の管理を担当していた戴均元が、惇親王・綿愷の福晋および内閣学士・恒齢の妻らが、規則に違反して神武門の中央門を通り、直進して御道を行った事件について再審を行った。同年4月、大阿哥（皇太子）が福晋を迎える結婚式において、朱筆で宴席に招かれた福晋たちの名前が記され、その中に惇親王福晋も含まれていた。したがって、数か月前の違反行為は彼女の地位に大きな影響を与えなかったことがわかる。道光18年（1838年）12月9日、綿愷が亡くなった際、惇親王福晋には実子がいなかったため、道光帝の指示で惇親王福晋に郡王の半俸を支給し、生活の支援とした。将来、適切な養子が決まれば改めて対応することとされた。

- 側福晋：高佳（ガオギャ）氏 - 満洲鑲黄旗出身で、父は陝甘総督・高杞、祖父は総管内務府大臣・高恒、曾祖父は大学士・高斌。誕生日は2月4日で、規定により銀20両を下賜される。嘉慶19年（1814年）正月2日、すでに側福晋の地位にあり、綿愷から毎月銀20両が支給されていた。また、彼女のもとには家下女子（女官）2人がおり、それぞれ毎月銀5銭を受け取っていた。

- 祥格格（妾）：某氏 - 誕生日は正月2日で、規定により銀10両を下賜される。彼女のもとには使女1人が付き、毎月銀5銭が支給されていた。嘉慶19年（1814年）正月2日の時点で、すでに阿哥（皇子）の下官女子（侍女）となっていた。

- 翠格格（妾）：某氏 - 誕生日は7月13日で、規定により銀10両を下賜される。彼女のもとには使女1人が付き、毎月銀5銭が支給されていた。嘉慶19年（1814年）正月2日の時点で、すでに阿哥の下官女子（侍女）となっていた。

### 嗣子
- 実子：奕纘 - 嘉慶22年（1817年）12月28日、卯の刻（午前5時頃）生まれ。母は嫡福晋・鈕祜禄氏（兵部尚書・福慶の娘）。嘉慶25年（1820年）9月、不入八分輔国公の爵位を授かる。道光元年（1821年）7月4日、酉の刻（午後5時頃）に早世（5歳没）。多羅貝勒の位を追贈されたが、子孫は残らなかった。

- 養子：奕誴 - もとは道光帝の第五子。道光11年（1831年）6月15日、辰の刻（午前7時頃）生まれ。母は道光帝の妃嬪祥妃鈕祜禄氏（郎中・久福の娘）。光緒15年（1889年）正月19日、辰の刻（午前7時頃）に薨去（59歳没）。

このように、綿愷の実子は早世したため、道光26年（1846年）に皇五子・奕誴を養子として迎え、爵位を継承させた。